# 응우옌푹홍방
응우옌푹홍방은 응우옌 왕조의 황족이다. 티에우찌 황제의 13번째 아들이다.